# Marie Thomas

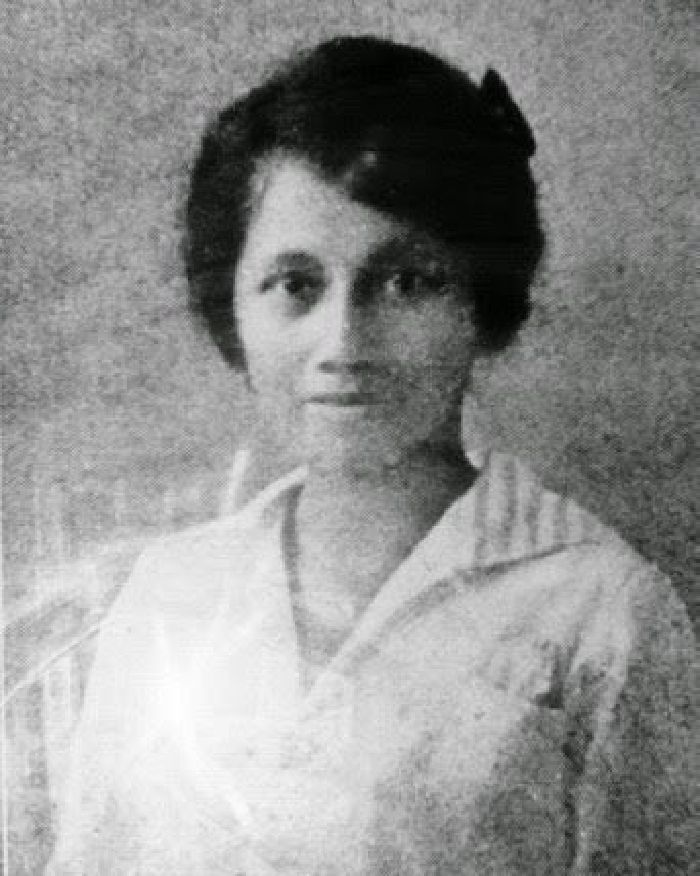
Marie Thomas (1896–1966) – erste indonesische Ärztin

Marie Thomas (* 17. Februar 1896 in Likupang, Sulawesi; † 29. Oktober 1966 in Bukittinggi, Indonesien) war die erste Frau, die in Niederländisch-Indien das Studium der Medizin absolvierte und als Ärztin praktizierte. Spezialisiert auf Gynäkologie, Empfängnisverhütung und Geburtshilfe gründete sie 1950 die erste Hebammenschule auf Sumatra.

## Leben

### Jugend und Ausbildung
Marie Thomas wurde als Tochter von Nicolina Maramis und Adriaan Thomas geboren und wuchs gemeinsam mit einem Bruder auf. Ihr Vater war einigen Quellen zufolge Soldat, eine andere Quelle gibt den Beruf ihres Vaters als Lehrer an. Durch seine Arbeit lebte die Familie an verschiedenen Orten, was für Marie häufige Schulwechsel bedeutete. Ihren Abschluss erwarb sie schließlich 1911 an der Europese Lagere School in Manado.
Als im Jahr 1912 auf Betreiben von Aletta Jacobs die STOVIA in Batavia auch für Frauen das Medizinstudium ermöglichte, bewarb sich Marie auf Anregung von Alettas Schwester Charlotte Jacobs. Allerdings hatten Studentinnen noch immer mit deutlich mehr Einschränkungen zu kämpfen. So mussten sie sowohl Registrierungsgebühren bezahlen als auch ihren eigenen Lebensunterhalt bestreiten, während für Männer sämtliche Kosten von der Regierung übernommen wurden. In dieser Situation kam Marie die Stiftung SOVIA (kurz für Studiefonds voor Opleiding van Vrouwelijke Inlandsche Artsen) zu Hilfe, die von Charlotte Jacobs, Marie van Zeggelen und Elisabeth van Deventer gegründet worden war. Die Stiftung unterstützte indonesische Frauen, die im medizinischen Bereich tätig werden wollten, und vergab daher Stipendien an angehende Ärztinnen und Krankenschwestern.
Marie wurde die erste Studentin neben 180 männlichen Kommilitonen. Erst zwei Jahre später begann mit Anna Warouw eine weitere Frau das Studium. Sie und Marie wurden so gute Freundinnen, dass sie „die Zwillinge“ genannt wurden. Auch lernte sie ihren späteren Ehemann Mohammad Joesoef kennen, ebenfalls ein angehender Arzt. Nach zehn Jahren schloss Marie 1922 erfolgreich ihr Studium ab. Ihre Leistung wurde durch Ehrungen und Geschenke gewürdigt und die niederländische Presse lobte sie als „Pionierin“.

### Karriere
Unmittelbar im Anschluss an ihr Studium erhielt Marie eine Stelle am Centraal Burger Ziekenhuis in Batavia. Weitere Erfahrungen sammelte sie in Manado und Medan. Während ihrer Zeit als Assistentin von Nicolaas J. A. F. Boerma spezialisierte sie sich auf Geburtshilfe. Nach ihrer Heirat am 16. März 1929 lebte sie mit ihrem Mann Mohammad Joesoef in Padang auf Sumatra, wo er als Augenarzt, sie als Regierungsärztin arbeitete. Sie war eine der ersten Ärztinnen, die sich mit Empfängnisverhütung per Intrauterinpessar beschäftigten und diese in Indonesien verbreiteten.
1933 zog Marie mit ihrer Familie nach Fort de Kock, Sumatra, wo sie sowohl im Krankenhaus als auch für private Patienten arbeitete. Gerade in den Provinzen konnten sich viele Menschen keine Ärztin leisten, weshalb sie sie unentgeltlich behandelte. 1940 übernahm sie das Amt der Schatzmeisterin für die örtliche Zweigstelle des Verbandes indonesischer Ärzte. Sowohl während der japanischen Besetzung als auch während des indonesischen Unabhängigkeitskriegs übte sie ihre Tätigkeit aus.
Im Jahr 1950 gründete Marie Thomas in Bukittinggi schließlich die erste Hebammenschule Sumatras, die erst die zweite in ganz Indonesien war. Sie gab den Schülerinnen selbst Unterricht, wobei ihr besonders Hygiene und Disziplin am Herzen lagen. Selbst während der Minangkabau-Rebellion gegen Jakarta um 1958 hörten Marie und ihr Mann nicht auf, im Krankenhaus zu arbeiten. Da ihre Kollegen samt und sonders gegen die Regierungstruppen kämpften, waren sie die einzigen verbliebenen Ärzte und übernahmen zeitweilig die Leitung des Krankenhauses. Marie übte ihre Tätigkeit bis zu ihrem Tod aus.

### Privatleben
Am 16. März 1929 heiratete Marie, die selbst Christin war, ihren ehemaligen Kommilitonen Mohammad Joesoef, einen Santri und Minangkabau. In ihrer Heiratsanzeige nannte sie sich selbst „Geburtshelferin“. Das Paar bekam zwei Kinder, Sonya und Eri. Ihr Haus stand ihren Verwandten stets offen und einige lebten jahrelang bei ihr.
1930 trat Marie in den Vorstand der Partei Persatoean-Minahasa (deutsch: vereinigtes Minahasa) ein, die ein föderales Indonesien anstrebte, wo die Autonomie und Identität der Minahasa garantiert wurden. Den Posten behielt sie für drei Jahre. Ca. 1931 wurde ihr Mann wegen Bankrott vorübergehend im Struiswijk-Gefängnis inhaftiert. Einer Quelle zufolge starb er im Jahr 1958.
Am 29. Oktober 1966 starb Marie Thomas im Alter von 70 Jahren unerwartet an einer Hirnblutung.

## Würdigung
Am 17. Februar 2021 erhielt Marie Thomas ein Google Doodle zu ihrem 125. Geburtstag.